# Massacre de Mahmoudiyah
Le massacre de Mahmoudiyah est un crime de guerre perpétré pendant la guerre d'Irak dans le village de Yusufiyah, le 12 mars 2006. Des militaires américains violèrent et tuèrent une jeune fille de 14 ans ; l'un d'eux, Steven Dale Green, assassina également ses parents et sa petite sœur. Seuls Mohammed (âgé de 11 ans) et Ahmed (âgé de 9 ans), les deux jeunes fils de la famille qui étaient à l'école au moment des faits, survécurent. Cinq soldats du 502e Régiment d'infanterie furent reconnus coupables : Paul E. Cortez, James P. Barker, Jesse V. Spielman, Brian L. Howard et Steven D. Green (ce dernier fut renvoyé de l'armée avant que le crime soit officiellement imputé aux soldats américains). Un autre, le sergent Yribe fut initialement accusé d'avoir couvert le crime avant d'être renvoyé de l'armée.
Abir Qassim Hamza (14 ans) fut violée et tuée après l'assassinat de sa mère, Fakhriyah Taha Mouhsin (34 ans), de son père, Qassim Hamza Rashid (45 ans) et de sa petite sœur de 6 ans, Hadil Qassim Hamza. Spielman et Green furent reconnus coupables et les trois autres plaidèrent coupables.

## Avant le drame
Abir Qassim Hamza al-Janabi (19 août 1991 - 12 mars 2006), âgée alors de 14 ans, vit avec ses parents (Fakhriya Taha Mouhsin, 34 ans, et Qassim Hamza Rashid, 45 ans), sa sœur Hadil Qassim Hamza (6 ans), et ses frères Mohammed (11 ans) et Ahmed (9 ans). Leur maison se situe à environ 200 mètres d’un checkpoint gardé par un groupe de six soldats américains dans un hameau situé au sud-ouest de la ville de Yusufiya, dans la commune d'Al-Mahmoudiyah (une région surnommée le "Triangle de la mort" par la coalition).
La famille est relativement pauvre et vit des maigres revenus du père, Qassim, qui depuis quelques années travaille comme métayer dans un champ de dattes et de grenades. Le propriétaire des lieux leur permet également de résider gratuitement dans la modeste maison fermière à côté du champ, qui est composé d'un salon, d'une seule chambre, d'une cuisine, d'une salle de bains et d'un grenier. Le mobilier n'appartient également pas à la famille. Qassim et Fakhriyah espéraient un jour avoir leur propre maison avec des meubles achetés par eux-mêmes, avoir de quoi manger à leur faim et rêvaient aussi d'envoyer leurs enfants à l'université. La benjamine, Hadil, est décrite par ses frères comme étant très joviale sans pour autant être espiègle. Elle aime beaucoup jouer avec Ahmed à cache-cache dans le jardin entourant la maison et adore manger une plante sucrée qui pousse dans leur jardin. Lors du procès de Green, Mohammed et Ahmed se souvinrent des moments où leur père les emmenait au marché, jouait au football avec eux et les aidait à faire leurs devoirs. Ils se remémorèrent également les délicieux plats de leur mère et sa tendresse pour eux.
Selon les voisins, Abir, l'aînée de la famille, passe le plus clair de son temps à la maison, car ses parents ne veulent plus l’envoyer à l’école pour des raisons de sécurité : depuis l'invasion de 2003 et la détérioration des relations entre les locaux et les Américains, la situation est devenue très dangereuse. Elle aide sa mère pour les tâches quotidiennes. Sa tante paternelle, Amina Rashid Al Janabi la décrit comme une fille calme, introvertie et « très fière d'être jeune ». Elle aime également porter de beaux vêtements. De grande taille pour son âge, elle souffre de problèmes d'asthme. Elle souhaitait plus tard « vivre dans la grande ville » (en l’occurrence Bagdad) et se marier. Depuis leur checkpoint, les soldats l'observent souvent faire son travail quotidien et entretenir le jardin. Les voisins avertissent le père, mais celui-ci dit que ce n’est pas grave car elle n’est qu’une petite fille.
Mohammed (qui est à l’école avec son petit frère le jour du crime), se souvient que les soldats observent souvent la maison. Un jour, un soldat a même pointé son doigt sur la joue de la jeune fille lors d'une patrouille, un geste qui l’a terrifiée et l'a fait pleurer.
Peu avant le drame, la mère d’Abir a dit à ses proches que, chaque fois qu’elle surprend les soldats regarder Abir, ils lui dit en montrant sa fille : « Très bien, très bien » Cela la rend évidemment soucieuse et elle envisage d’envoyer Abir dormir chez un membre de sa famille. Deux ou trois jours avant les faits, face au harcèlement de plus en plus pressant dont elle fait l'objet, la famille se rend chez le cousin de Fakhriyah, Mahdi Al Janabi (surnommé Abou Firas), pour qu'Abir puisse dormir chez lui : en effet sa maison moins isolée est située plus loin du checkpoint, et il y a plus de monde à l'intérieur, ce qui pouvait dissuader une attaque envers Abir. Toutefois, dès le lendemain, les parents d'Abir reviennent la chercher, estimant qu'ils sont capables de la protéger (le père est légalement armé d'un AK-47) et pensant (à tort) que les soldats américains n'iraient pas au-delà du simple harcèlement.

## Viol et assassinats
Le 12 mars 2006, dans le poste de contrôle situé à quelques centaines de mètres de la maison des Al Janabi (connu sous le nom de Traffic Checkpoint n°2 ou TCP 2), six soldats américains réalisent leurs tâches quotidiennes de déminage et de surveillance des environs: Paul Edward Cortez, le caporal sur le point d'être promu sergent, qui dirige la petite unité ; James Paul Barker, caporal également ; Steven Dale Green, Jesse Spielman, Brian Howard et Seth Scheller, tous des soldats de première classe et récemment arrivés dans le point de contrôle en renfort.
Se sentant éprouvés physiquement et moralement par les exigences de la guerre, la perte de leurs camarades (leur peloton est l'un des plus touchés), et le désintérêt manifeste de leurs supérieurs quant à la rudesse et la dangerosité des conditions de leurs missions, Cortez, Barker et Green passent la matinée à jouer au golf et aux cartes tout en buvant (illégalement) un mélange de whisky et de boissons énergétiques. C'est là que Green, connu dans le bataillon pour son attitude et ses commentaires insultants, notamment envers les Irakiens, exprime son désir de tuer des civils irakiens. Green étant coutumier du fait, il est peu souvent pris au sérieux mais cette fois-ci, il se montre très persistant. Plutôt que de le raisonner, Barker (supérieur en rang à Green) renchérit en suggérant qu'il veut avoir des relations sexuelles avec une Irakienne. Il ajoute qu'il a remarqué au cours de ses précédentes patrouilles au village une jeune femme habitant dans une maison environnante, qui serait une cible idéale : en effet, sa maison est relativement isolée et il n'y a qu'un seul homme adulte parmi les occupants. De plus, Barker connait bien la disposition de la maison et sait exactement où le père conserve son arme (les Irakiens ont l'autorisation pour assurer leur défense de conserver un AK-47 avec un chargeur de 30 balles maximum par famille, à condition de le montrer aux Américains lors de leurs patrouilles). Green confirme à Barker qu'il éliminera sans problème les membres de la famille pour ne laisser aucun témoin vivant après que Barker le questionne à ce propos.
Toutefois, ils leur faut « l'accord » de Cortez, qui dirige le checkpoint. Celui-ci accepte après un temps d'hésitation : sa condition est d'être le premier à violer Abir. Cortez embrigade Spielman avec eux et assigne les tâches à chaque soldat comme s'il s'agit d'une mission normale : Spielman est chargé de monter la garde pendant que Cortez et Barker doivent s'emparer d'Abir ; Green doit tuer le reste de la famille avec l'arme du père, pour faire croire à une attaque d'insurgés.
Cortez avertit Howard qu'ils comptent agresser sexuellement une jeune femme résidant à proximité, et en lui donnant un talkie-walkie, lui ordonne de les prévenir s'il voit une patrouille arriver. Howard ne le croit pas, et pense à une simple blague et qu'ils vont simplement passer à tabac des civils. Scheller, le sixième soldat, monte alors la garde en dehors du point de contrôle et n'est aucunement impliqué dans cette affaire.
Cortez et Barker revêtissent des habits noirs ainsi que des cagoules pour ne pas être reconnus et passer pour des rebelles irakiens ; Green couvre simplement sa tête d'un T-shirt alors que Spielman conserve son pantalon militaire et un T-shirt de l'armée. Green s'équipe d'un fusil à pompe, Cortez et Barker d'un M-4 et Spielman d'un M-14.
En pleine journée, ils se rendent au pas de course vers leur cible en traversant plusieurs champs et maisons qui les séparent de la famille Al Janabi. Barker, qui mène le groupe, coupe un grillage sur le chemin avec un couteau spécial de l'armée.
Aux abords de la maison, les soldats se divisent en deux groupes : Barker et Cortez passent par l'arrière, tandis que Green et Spielman se dirigent vers l'entrée, où ils trouvent Qassim, près de sa voiture, en train de surveiller Hadil, qui cueille ses plantes favorites dans le jardin. Green saisit le père pendant que Spielman fait rentrer Hadil de force. À l'intérieur, Cortez et Barker fouillent la maison et poussent Fakhriyah et Abir de la cuisine vers la chambre, avant d'être rejoints par tous les autres. Green récupère l'AK-47 à l'emplacement que Barker lui avait préalablement indiqué (lors du procès de Green, Mohamed, le frère d'Abir, précisa que le père rangeait son arme dans la chambre, sous le rideau de la fenêtre) puis tient en joug la famille. Cortez et Barker emmenèrent Abir de force dans le salon pour la violer. Spielman ferme la porte de la chambre et monte la garde dans le hall.
Cortez poussa Abir au sol, puis une lutte entre eux s'engage. Barker aide son compère en passant par-dessus Abir pour lui bloquer les bras avec ses mains et ses genoux. Cortez commence alors à la déshabiller. À tour de rôle, ils maintiennent et violent Abir, qui se débat, lutte, criait et pleure durant tout l'assaut.
Dans la chambre familiale, Green a du mal à garder le contrôle de ses otages. Son objectif est d'ordonner à la famille de s'allonger sur le ventre, de placer un coussin sur leur tête et de les abattre un par un d'une balle d'AK-47 dans la tête. Toutefois, les parents d'Abir (et sa sœur), agités et terrifiés, n'écoutent pas ses ordres et tentent de sauver leur fille. Green, pris de court par Fakhriyah qui se rue vers la porte de la chambre, la tue d'un coup de fusil à pompe dans le dos. Il tente ensuite de retourner l'AK-47 contre le père, mais l'arme s'enraye plusieurs fois. Paniquant face au père qui s'avance vers lui, il doit de nouveau recourir à son fusil à pompe et tue Qassim à bout portant d'une balle dans la tête et de deux dans le thorax. Ne reste plus que la petite Hadil, qui cherche à se réfugier dans un coin. Cette fois-ci, l'AK-47 ne s'enraye pas et Green l'abat de plusieurs balles dont une à l'arrière de la tête. Lors de sa mort, Hadil tient toujours dans sa main les plantes qu'elle venait de cueillir.
Green sort de la chambre, les vêtements ensanglantés et déclare : « Ils sont morts, je les ai tous tués ». Après quoi, il pose l'AK-47 contre un mur adjacent, et est le troisième homme à violer Abir (avec l'aide de Cortez qui maintient toujours Abir et le somme de se dépêcher). Green place ensuite un coussin sur sa tête et l'exécute de plusieurs balles.
Les soldats versent du kérosène sur le corps d'Abir et brûlent son corps pour dissimuler leur crime. Green ouvre ensuite une bonbonne de gaz dans la cuisine afin que le feu se propage et fasse exploser la maison. Les soldats se hâtent de retourner à leur checkpoint, jetèrent l'AK-47 dans un canal, brûlent leurs vêtements, puis « célébrent » leur crime en grillant des ailes de poulet et en sautant de joie. Cortez leur fait promettre de ne jamais en parler à personne. Green exulte en s'exclamant que « c'était génial » (« that was awesome »).
Les voisins sont alertés par la fumée s'échappant de la maison. Ils constatent rapidement de l'extérieur les corps ensanglantés et sans vie de la famille. Abu Firas, le cousin de Fakhriyah, est prévenu et arrive sur place. Il trouve les deux jeunes fils de la famille qui viennent de rentrer de l'école éplorés et inconsolables, puis avec l'aide de sa femme, il pénêtre dans la maison pour éteindre le feu du corps d'Abir et reboucher la bonbonne de gaz. Après avoir conduit les enfants et sa femme chez lui, il signale les meurtres au checkpoint n°1, là où se trouvent à la fois des soldats irakiens et américains.

## Participants au massacre
- Steven Dale Green, né à Midland (Texas) le 2 mai 1985, mort en prison le 15 février 2014 après une tentative de suicide[21]. Délinquant récidiviste, Green s'est engagé dans l'armée en février 2005 pour échapper à une peine de prison[22]. Il est envoyé quelques mois plus tard en Irak au sein de la Compagnie Bravo appartenant à la 101 division. Il est condamné en mai 2009 à la peine de prison à perpétuité sans possibilité de libération conditionnelle pour 17 chefs d'accusation[23]. Green risque la condamnation à mort pour les crimes qu'il a commis : néanmoins, l'absence d'unanimité des jurés (qui délibèrent pendant 10 heures) quant à la peine à infliger à Green entraîne automatiquement l'application de la réclusion criminelle à perpétuité, prononcée par le juge Thomas Russell[24].

## Sources
1. ↑  « Un ex-soldat américain jugé pour viol et meurtre », sur France 24, 7 avril 2009 (consulté le 3 août 2021)
2. ↑  (en) « Soldier testifies another soldier admitted to attack on family », sur International Herald Tribune, 4 août 2007 (consulté le 3 août 2021)
3. ↑  « L'équipée sauvage des GI's de Mahmoudiyah », sur Le Figaro, 9 août 2006 (consulté le 4 décembre 2023)
4. 1 2 3  (en) Jim Frederick, Black Hearts: One Platoon's Descent into Madness in Iraq's Triangle of Death, Crown, 9 février 2010 (ISBN 978-0-307-45098-2, lire en ligne), p. 261
5. 1 2 3 4 5  (en) « Killings shattered dreams of rural Iraqi family », sur NBC News, 24 mai 2009 (consulté le 4 décembre 2023)
6. 1 2 3  (en) Gail McGowan Mellor, « The Death of Abeer in Iraq: What We Know Now », sur HuffPost, 19 juin 2009 (consulté le 4 août 2021)
7. 1 2  (en) « The War Profiteers - The Mahmudiya Massacre - U.S. vs. Steven Green - Trial Testimonies », 23 novembre 2011 (consulté le 20 août 2021)
8. ↑  (en) « Two dead soldiers, eight more to go, vow avengers of Iraqi girl's rape », sur The Telegraph, 18 juillet 2006 (consulté le 4 août 2021)
9. 1 2  (en-US) Julie Rawe et Bobby Ghosh, « A Soldier's Shame », Time,‎ 9 juillet 2006 (ISSN 0040-781X, lire en ligne, consulté le 4 août 2021)
10. 1 2 3  (en) « "Black Hearts" Case Study: The Yusufiyah Crimes, Iraq, March 12, 2006 », sur CAPL (consulté le 18 septembre 2021)
11. ↑  (en) « When soldiers become killers », sur gulfnews.com, 6 août 2010 (consulté le 4 décembre 2023)
12. ↑  (en-US) « Whiskey And Golf Before Rape-Murder? », sur CBS News, 7 août 2006 (consulté le 4 décembre 2023)
13. 1 2 3  (en-US) Jim Frederick, « Book Excerpt: Crimes in Iraq's 'Triangle of Death' », Time,‎ 9 février 2010 (ISSN 0040-781X, lire en ligne, consulté le 18 septembre 2021)
14. 1 2  (en) Andrea Hopkins, « Tearful soldier tells court of Iraq rape-murder », Reuters,‎ 21 février 2007 (lire en ligne, consulté le 18 septembre 2021)
15. 1 2  (en) Gail McGowan Mellor, « Remembering Abeer: Anatomy of a War Crime », sur Women’s Media Center, 15 avril 2010 (consulté le 18 septembre 2021)
16. ↑  (en-GB) Staff, « Iraq rape soldier given life sentence », The Guardian,‎ 17 novembre 2006 (ISSN 0261-3077, lire en ligne, consulté le 4 décembre 2023)
17. ↑  (en) Baghdad, « Rape: American soldiers 'took turns' », sur The Age, 9 août 2006 (consulté le 18 septembre 2021)
18. ↑  (en) Steve Robrahn, « Ex-U.S. soldier found guilty in Iraqi rape, deaths », Reuters,‎ 8 mai 2009 (lire en ligne, consulté le 18 septembre 2021)
19. ↑  (en-US) « Case 78: The Janabi Family », sur Casefile: True Crime Podcast, 17 mars 2018 (consulté le 18 septembre 2021)
20. 1 2  (en-US) « In Cold Blood: Iraqi Tells of Massacre at Farmhouse », sur Los Angeles Times, 6 juillet 2006 (consulté le 18 septembre 2021)
21. ↑  (en) Steve Almasy, « Former soldier at center of murder of Iraqi family dies after suicide attempt », sur cnn.com, 19 février 2014 (consulté le 13 novembre 2023).
22. ↑  (en-US) Jim Dwyer et Robert F. Worth, « Accused G.I. Was Troubled Long Before Iraq », The New York Times,‎ 14 juillet 2006 (ISSN 0362-4331, lire en ligne, consulté le 24 août 2021)
23. ↑  « Equipée sanglante en Irak: un ex-soldat américain échappe à la peine de mort », sur ladepeche.fr (consulté le 24 août 2021)
24. ↑  (en) « Ex-GI spared death in Iraqi girl's rape, killing », sur NBC News (consulté le 24 août 2021)

- La Presse (Montréal), 4 septembre 2009, Donna Groves, Viol et meurtres en Irak: la perpétuité pour Steven Green.
- RFI Un ex-marine reconnu coupable de viol et de meurtre, 8 mai 2009.
- {en}New York Times, Jim Dwyer, Robert F. Worth, 14 juillet 2006, Accused G.I. Was Troubled Long Before Iraq.